# اصل امتناع تناقض
در منطق، اصل امتناع تناقض یا اصل عدم تناقض (به انگلیسی: Law of noncontradiction) بیان می‌کند که گزاره‌های متناقض نمی‌توانند هم‌زمان و به یک معنا، صادق باشند، یعنی از دو گزارهٔ «الف، ب است» و «الف، ب نیست»، فقط یکی می‌تواند صادق باشد. ارسطو معتقد بود اگر اصل عدم تناقض نباشد، ما هیچ‌چیز را نمی‌توانیم بدانیم. همچنین این اصل به‌شکل صوری می‌تواند به‌صورت همان‌گوی {\displaystyle {\mathord {\neg }}(P\land {\mathord {\neg }}P)} نوشته شود.